# Alain de Vitré
Ne doit pas être confondu avec Alain de Dinan, son grand-père.
Alain de Vitré, dit également Alain de Dinan (mort vers 1197/1199), fut seigneur de Dinan de 1186 à 1197/1199. Fils de Robert III de Vitré, il est membre de la famille de Vitré. 

## Biographie
Alain de Vitré est le fils cadet de Robert III de Vitré et d'Emma de Dinan. Cette dernière est la fille 
Alain de Dinan dont il porte le nom et la sœur de Rolland de Dinan.
Rolland de Dinan seigneur de Dinan-sud, de Léhon et de Becherel demeure a priori célibataire. Il  désigne le second fils de sa sœur comme héritier et se charge de son éducation chevaleresque. Alain participe alors aux combats des nobles bretons contre la mainmise des Plantagenêts sur le duché de Bretagne. 
En 1173 lors de la réconciliation des seigneurs bretons avec le roi d'Angleterre Rolland de Dinan
confirme son choix au cours d’une cérémonie à laquelle participe Henri II Plantagenêt et « adopte » celui qu'il considère désormais comme son fils et qui devient alors Alain de Dinan et lui succède en 1186. Comme son oncle devenu, Sénéchal de Bretagne et « Justicier », Alain de Dinan se rallie à Geoffroy II de Bretagne. Devenu à son tour sénéchal de Bretagne en 1189 Il joue un rôle important dans la lutte de sa veuve Constance de Bretagne contre Richard Cœur de Lion et brûle la cité de Montfort-sur-Meu qui s'était soumise au roi d'Angleterre et selon la tradition il combat au corps à corps ce dernier lors du siège d'Aumale par Philippe Auguste. Il le désarçonne avant qu'il soit sauvé par ses gens. Alain de Dinan est désigné par la Chronique de Paimpont comme « l'un des plus courageux des Bretons ». Il meurt quelque temps après cet exploit. L’effigie funéraire d’Alain de Vitré initialement inhumé dans l'abbaye Notre-Dame de Beaulieu est aujourd’hui conservée dans le cloître de la cathédrale de Tréguier.

## Postérité
Alain de Dinan épouse Clémence de Fougères (morte en 1252) fille de Guillaume de Fougèresdont il a une fille unique et héritière  :
- Gervaise de Dinan